# Wola Zbrożkowa
Wola Zbrożkowa [pronunciación en polaco: /Wola Zbrożkowa/] es un pueblo ubicado en el distrito administrativo de Gmina Głowno, dentro del condado de Zgierz, Voivodato de Łódź, en el centro de Polonia. Se encuentra a unos 4 kilómetros al norte de Głowno, a 27 kilómetros al noreste de Zgierz, y a 30 kilómetros al noreste de la capital regional Łódź.
El pueblo tiene una población de 270 habitantes.